# جری چیمبرز
جری چیمبرز (انگلیسی: Jerry Chambers؛ زادهٔ ۱۸ ژوئیهٔ ۱۹۴۳) بازیکن بسکتبال اهل ایالات متحده آمریکا است. از باشگاه‌هایی که در آن بازی کرده‌است می‌توان به لس آنجلس کلیپرز، آتلانتا هاوکس، سن آنتونیو اسپرز، فینیکس سانز، و لس آنجلس لیکرز اشاره کرد.